# Urmat Mustapajew
Urmat Mustapajew (ur. 10 stycznia 1986) – kirgiski zapaśnik walczący w stylu wolnym. Zajął dziewiąte miejsce na igrzyskach azjatyckich w 2006. Brązowy medal na mistrzostwach Azji w 2006 roku.